# Schizoloma divergens
Schizoloma divergens là một loài thực vật có mạch trong họ Dennstaedtiaceae. Loài này được (Hook. & Grev.) Kuhn miêu tả khoa học đầu tiên năm 1882.